# Ólafur Thors
Ólafur Thors (ur. 19 stycznia 1892 w Borgarnes, zm. 31 grudnia 1964 w Reykjavíku) – premier Królestwa Islandii w okresie od 16 maja 1942 do 16 grudnia 1942, a następnie czterokrotny premier Republiki Islandii, w okresach od 21 października 1944 do 4 lutego 1947, 6 grudnia 1949 do 14 marca 1950, 11 września 1953 do 24 lipca 1956 i 20 listopada 1959 do 14 listopada 1963. Długoletni przywódca Partii Niepodległości, umiarkowany konserwatysta.